# 肯珀縣 (密西西比州)
是美國密西西比州東部的一個縣，東鄰阿拉巴馬州。面積1,987平方公里。根据美國2000年人口普查，共有人口10,453人。縣治迪卡爾布（De Kalb）。
成立於1833年12月23日。縣名紀念曾入侵西佛羅里達的冒險家魯賓·肯珀（Reuben Kemper）。